# Trichiotinus parvulus
Trichiotinus parvulus är en skalbaggsart som beskrevs av Thomas Casey 1915. Trichiotinus parvulus ingår i släktet Trichiotinus och familjen Cetoniidae. Inga underarter finns listade i Catalogue of Life.